# Piazza della Parata
Piazza della Parata (in polacco Plac Defilad w Warszawie) è una piazza urbana situata nel quartiere centrale di Śródmieście a Varsavia, capitale della Polonia.
Situata tra i viali Świętokrzyska (via Croce Santa) a nord, Aleje Jerozolimskie (viale Gerusalemme) a sud, via Marszałkowska (via del Maresciallo) a est e il monumentale Palazzo della Cultura e della Scienza a ovest, è una delle piazze principali della capitale polacca, una delle più grandi piazze del mondo e la più estesa nell'Unione europea.

## Descrizione
È una delle piazze più recenti di Varsavia, costruita negli anni 1950 insieme al Palazzo della Cultura e della Scienza. La piazza venne ampiamente utilizzato dal governo comunista della Repubblica Popolare di Polonia per le sue numerose parate di propaganda (da cui il nome della piazza stessa): la più grande parata fu organizzata nel 1966 per celebrare il primo millennio della nazione polacca.
Piazza della Sfilata fu un luogo-simbolo degli eventi che seguirono la rivolta di Poznań: dopo il ritorno al potere di Władysław Gomułka, il 24 ottobre 1956 si tenne in questa piazza una grande manifestazione con circa 400.000 persone. Durante il suo discorso alla manifestazione, Gomułka condannò lo stalinismo, annunciando riforme volte a democratizzare il sistema politico. Un simbolo dei cambiamenti fu il rifiuto di accettare Konstantin Konstantinovič Rokossovskij, mentre il microfono venne lasciato all'attivista Lechosław Goździk. La folla in piazza espresse sostegno alle riforme dell'ottobre polacco, ma chiese anche la liberazione dal carcere del cardinale Stefan Wyszyński, leader della chiesa cattolica in Polonia. La canzone Sto lat ("Cento anni") intonata da Gomułka è diventata leggendaria.
Il 14 giugno 1987, durante il suo terzo viaggio apostolico in Polonia, Papa Giovanni Paolo II celebrò una messa oceanica nella piazza, concludendo così il secondo congresso eucaristico nazionale. L'altare venne collocato all'ingresso principale del Palazzo della Cultura e della Scienza e, durante la cerimonia, il papa beatificò il vescovo Michał Kozal, morto nel campo di concentramento di Dachau durante la seconda guerra mondiale.
La piazza perse la sua importanza dopo la caduta del comunismo, divenendo sede di un grande mercato all'aperto per un periodo.
Criticata per la sua bruttezza e il caos non pianificato nel centro di una capitale moderna, la piazza è stata oggetto di diversi piani per modernizzarla e/o sostituirla con qualcos'altro, tra cui i progetti per la costruzione di un Museo d'arte moderna al suo posto (che sarà aperto nel 2019) e la gentrificazione generale di una piazza con una nuova sala da concerto, diversi grattacieli e altre strutture.
Durante il Campionato europeo di calcio 2012, venne realizzata una zona per i tifosi in questa piazza.
Nel 2017 la piazza era utilizzata principalmente come parcheggio, mentre il mercato all'aperto è stato rimosso, spostato al nuovo mercato suburbano di Marywilska 44. Il municipio di Varsavia ha previsto di riempire la piazza con nuove costruzioni, mentre i parcheggi saranno spostati in una nuova struttura sotterranea.

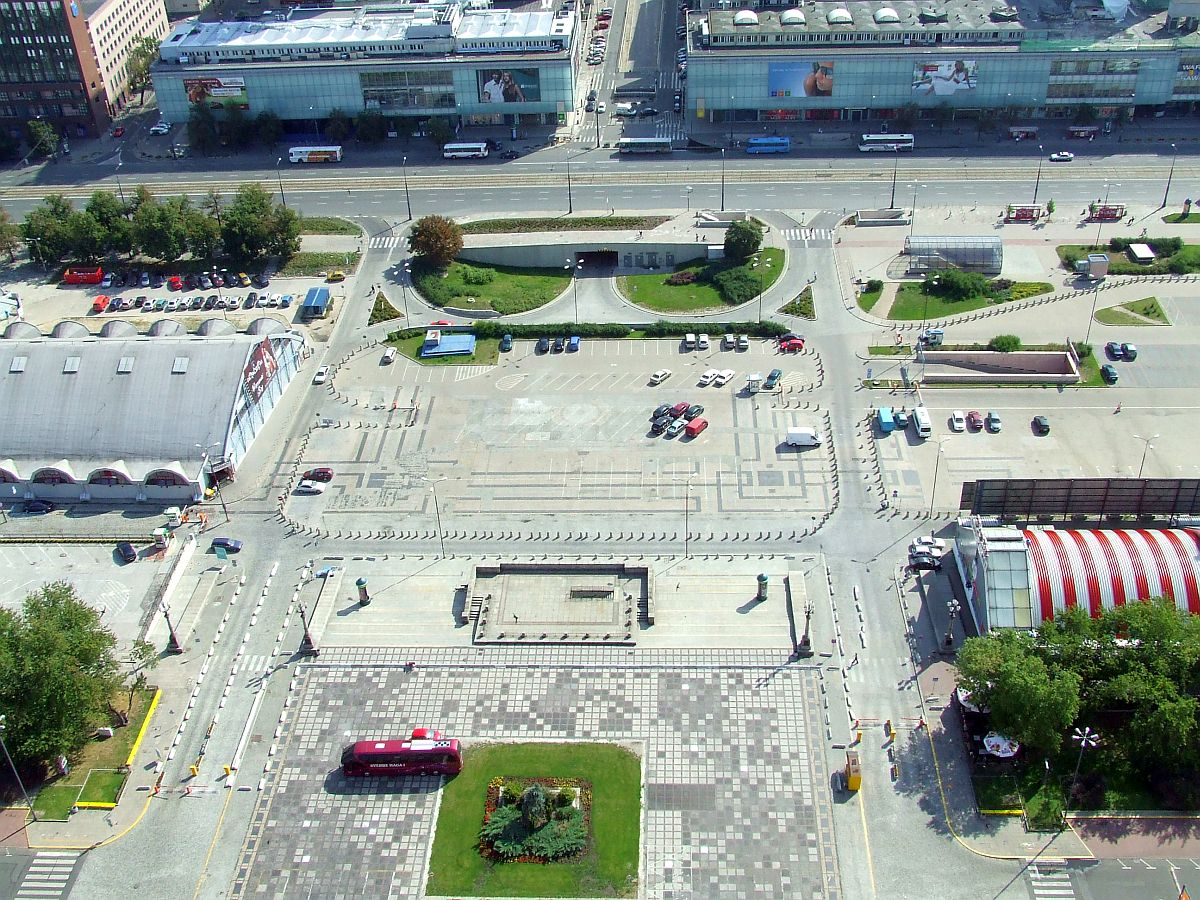
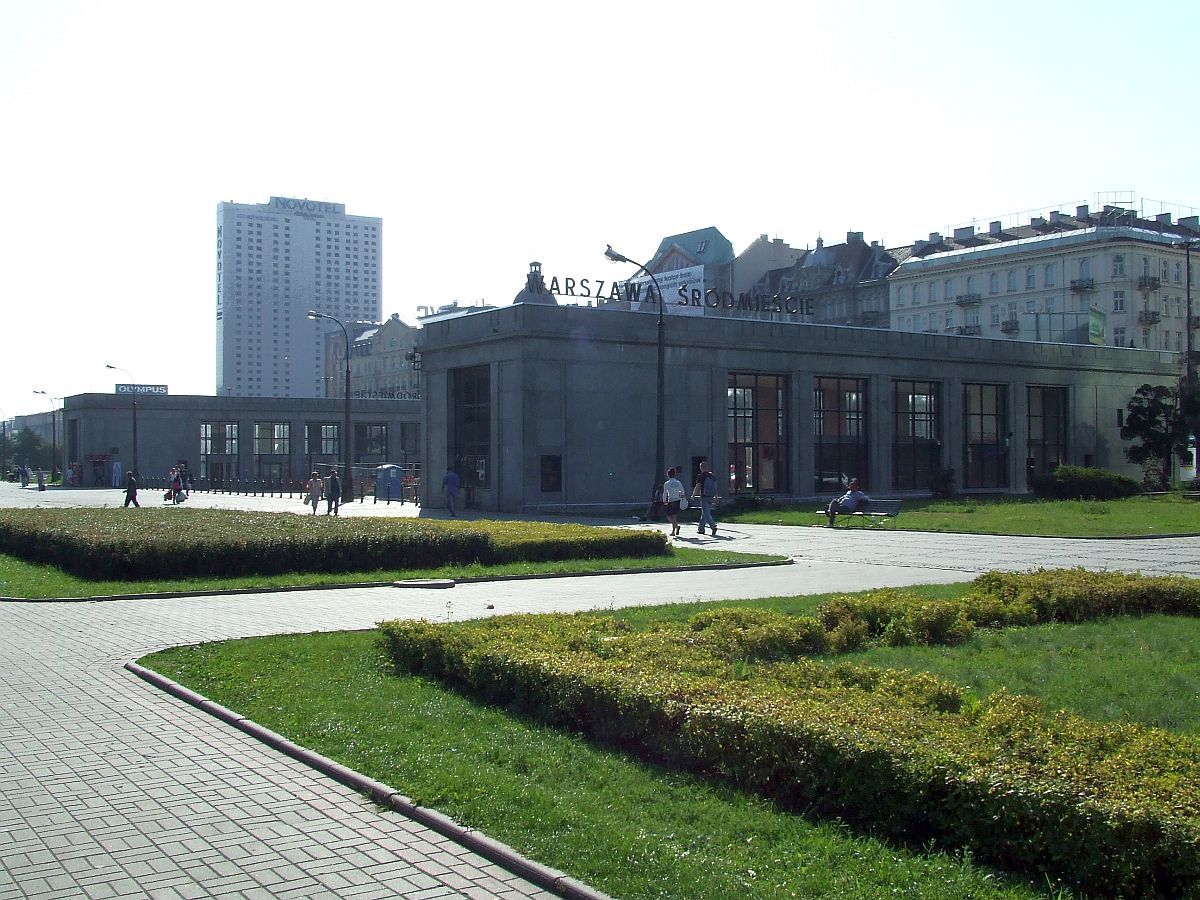